# 5112 Kusaji
5112 Kusaji eller 1987 SM13 är en asteroid i huvudbältet som upptäcktes den 23 september 1987 av de båda japanska astronomerna Seiji Ueda och Hiroshi Kaneda i Kushiro. Den är uppkallad efter den japanska amatörastronomen Shigeharu Kusaji.
Asteroiden har en diameter på ungefär 13 kilometer och den tillhör asteroidgruppen Flora.